# مطار تيروتشيرابالي الدولي
مطار تيروتشيرابالي الدولي يخدم تيريوشيرابالي في ولاية تاميل نادو الهندية. يقع المطار، الممتد على مساحة 702.02 فدان (284.10 هكتار)، على الطريق السريع الوطني 336، على بعد حوالي 5 كم (3.1 ميل) جنوب وسط المدينة. اعتبارًا من عام 2022، أصبح المطار الحادي والثلاثين ازدحامًا في الهند من حيث حركة المسافري. هو ثالث أكثر المطارات ازدحامًا داخل ولاية تاميل نادو.

## شركات الطيران والوجهات

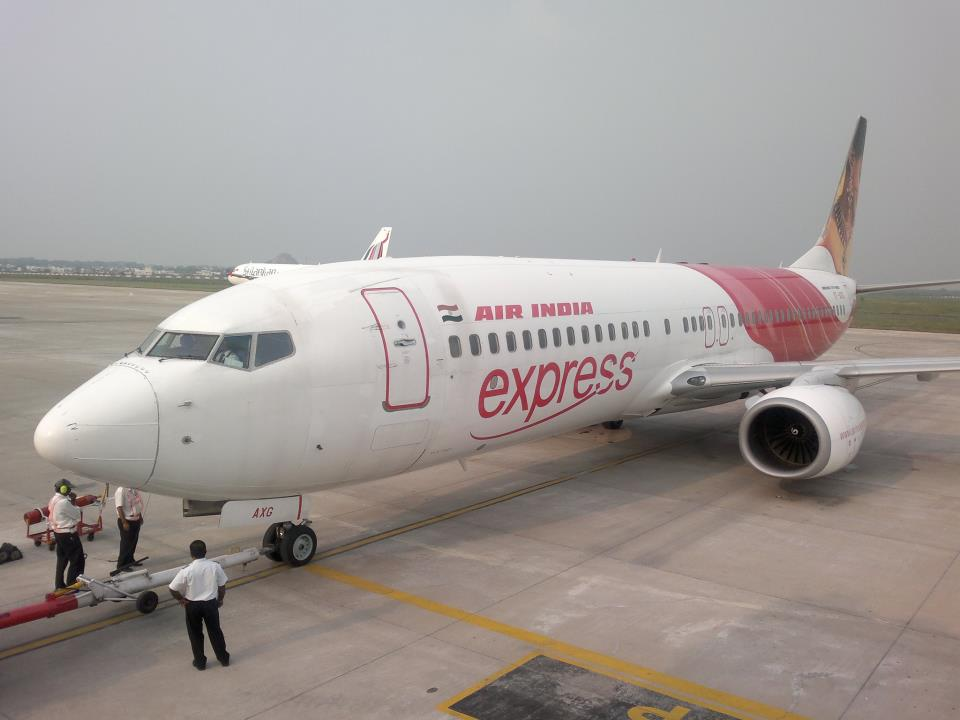
طائرة Air India Express متوقفة على مدرج مطار تيروشيرابالي الدولي عام 2012

| شركـات طيـران             | الوجهات |
| ------------------------- | --- |
| طيران آسيا                | مطار كوالالمبور الدولي |
| طيران الهند إكسبريس       | مطار أبو ظبي الدولي، مطار حمد الدولي، مطار دبي الدولي، مطار الكويت الدولي، مطار مسقط الدولي، مطار الشارقة الدولي، مطار شانغي سنغافورة، Vijayawada |
| باتيك إير ماليزيا         | مطار كوالالمبور الدولي |
| خطوط إنديقو               | مطار كيمبيغودا الدولي، مطار تشيناي الدولي، مطار دبي الدولي، مطار راجيف غاندي الدولي، مطار شانغي سنغافورة                                          |
| سكوت للطيران              | مطار شانغي سنغافورة |
| الخطوط الجوية السريلانكية | مطار باندارنيك الدولي |